# IV. třída okresu Nový Jičín
IV. třída okresu Nový Jičín tvoří společně s ostatními skupinami čtvrté třídy nejnižší (desátou nejvyšší) fotbalovou soutěž v České republice. Je řízena Okresním fotbalovým svazem Nový Jičín. Hraje se každý rok od léta do jara se zimní přestávkou, v ročníku 2017/18 má 12 účastníků z okresu Nový Jičín. Ve skupině hraje každý s každým jednou na domácím hřišti a jednou na hřišti soupeře. Vítěz postupuje do III. třídy okresu Nový Jičín.

## Vítězové

### IV. třída okresu Nový Jičín skupina A
| Ročník    | Vítězný tým               |
| --------- | ------------------------- |
| 2002/2003 | FC Kopřivnice             |
| 2003/2004 | TJ Sokol Sedlnice         |
| 2004/2005 | TJ Nový Jičín             |
| 2005/2006 | FK Bartošovice            |
| 2006/2007 | FK Trojanovice I          |
| 2007/2008 | TJ Petřvald na Moravě „B“ |
| 2008/2009 | Sokol Bordovice           |
| 2009/2010 | SK Statek Nová Horka      |
| 2010/2011 | Fotbal Studénka           |
| 2011/2012 | FK Skotnice „B“/TJ Mošnov |
| 2012/2013 | Soutěž se nehrála.        |
| 2013/2014 | Soutěž se nehrála.        |
| 2014/2015 | AFC Veřovice „B“          |
| 2015/2016 | FK Hodslavice             |
| 2016/2017 | TJ Sokol Ženklava         |
| 2017/2018 | TJ Tatran Mankovice       |
| 2018/2019 | TJ Sokol Hostašovice      |
| 2019/2020 | TJ Sokol Ženklava         |
| 2020/2021 |                           |

### IV. třída okresu Nový Jičín skupina B
| Ročník    | Vítězný tým                 |
| --------- | --------------------------- |
| 2002/2003 | Fotbal Jakubčovice „B“      |
| 2003/2004 | Fotbal Fulnek „C“           |
| 2004/2005 | TJ Olbramice                |
| 2005/2006 | TJ Spálov                   |
| 2006/2007 | Fotbal Fulnek „C“           |
| 2007/2008 | TJ Sokol Kujavy             |
| 2008/2009 | TJ Jistebník                |
| 2009/2010 | TJ Slavia Stachovice        |
| 2010/2011 | Fotbal Fulnek               |
| 2011/2012 | TJ Družstevník Fulnek-Děrné |
| 2012/2013 | Soutěž se nehrála.          |
| 2013/2014 | Soutěž se nehrála.          |
| 2014/2015 | TJ Slavia Stachovice        |
| 2015/2016 | FK Bílov                    |
| 2016/2017 | TJ Děrné                    |
| 2017/2018 | Soutěž se nehrála.          |
| 2018/2019 |                             |